# Periya Negamam
Periya Negamam es una ciudad y nagar Panchayat situada en el distrito de Coimbatore en el estado de Tamil Nadu (India). Su población es de 7098 habitantes (2011). Se encuentra a 30 km de Coimbatore.

## Demografía
Según el censo de 2011 la población de Periya Negamam era de 7098 habitantes, de los cuales 3546 eran hombres y 3552 eran mujeres. Periya Negamam tiene una tasa media de alfabetización del 79,32%, inferior a la media estatal del 80,09%: la alfabetización masculina es del 86,88%, y la alfabetización femenina del 71,85%.